# Gottfried zu Hohenlohe-Langenburg (böhmischer Magnat)

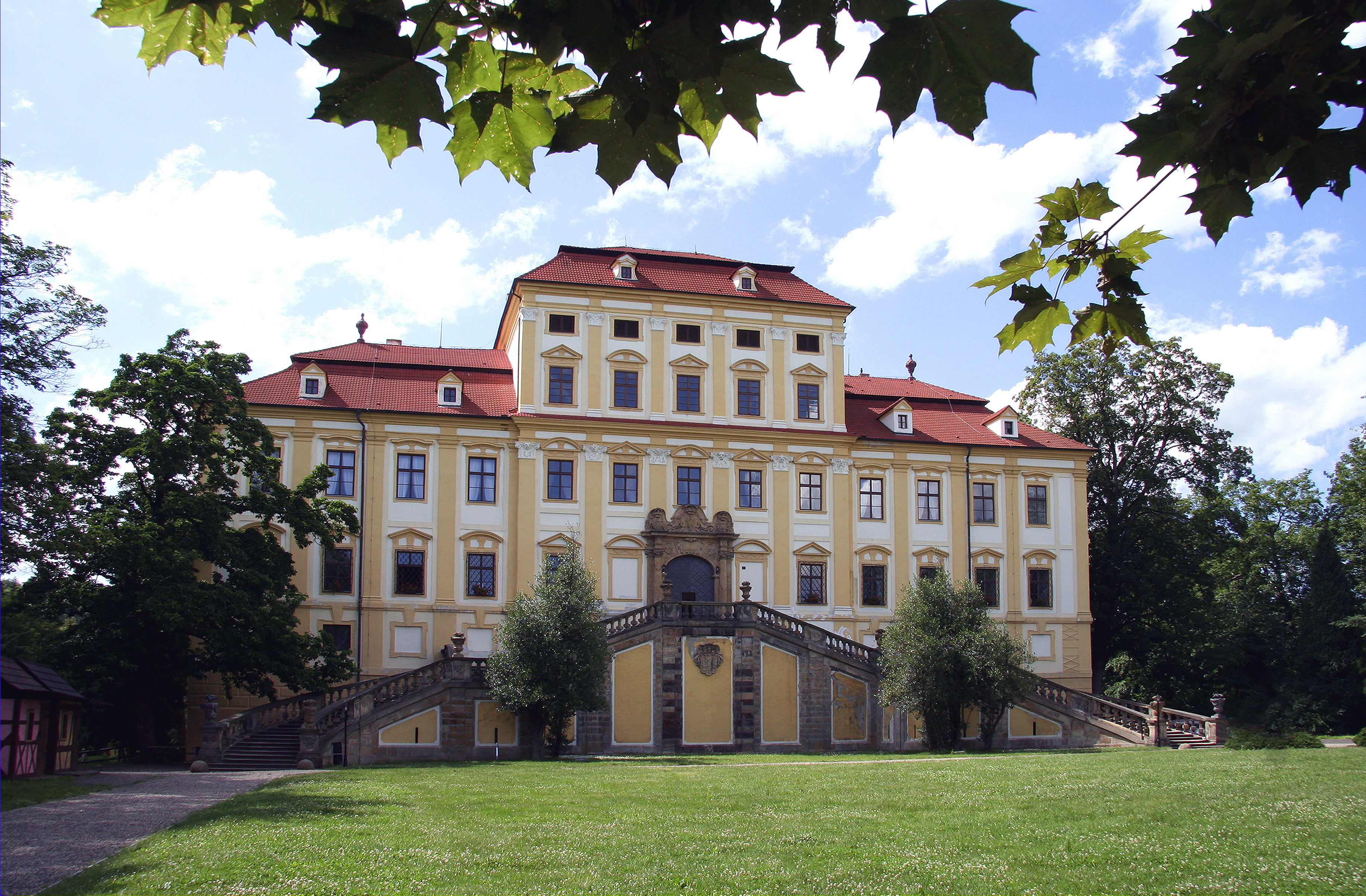
Schloss Rothenhaus

Gottfried Karl Joseph Prinz zu Hohenlohe-Langenburg (* 15. Jänner 1860 in Cegléd, Ungarn; † 19. November 1933 in Rothenhaus, Tschechoslowakei) war ein Magnat der katholischen Seitenlinie des Fürstenhauses Hohenlohe in Böhmen.

## Abstammung
Seine Eltern waren Ludwig Prinz zu Hohenlohe-Langenburg (1823–1866) und Gabriela von und zu Trauttmansdorff-Weinsberg (1840–1923), deren Mutter in den Besitz des nordböhmischen Schlosses Rothenhaus gekommen war. Nach dem frühen Tod seines Vaters in Folge der Schlacht bei Königgrätz heiratete die verwitwete Mutter Gabriela in zweiter Ehe den Grafen Ladislaus von Thun und Hohenstein (1835–1887).

## Böhmischer Magnat
Prinz Gottfried war seit dem Tod seines Vaters als ältester Sohn der Chef der katholischen Linie des Hauses Hohenlohe-Langenburg in Böhmen. 1887 überließ ihm seine Mutter die Herrschaft Rothenhaus, die neben dem Barockschloss und einer Brauerei in Görkau 12.000 Hektar Grund und Boden umfasste. Er gehörte zu den größten Grundbesitzern der k. u. k. Monarchie und verfügte neben der Herrschaft Rothenhaus über große Ländereien in Ungarn.
In der österreichisch-ungarischen Armee hatte er den Dienstgrad eines Rittmeisters. Seit 1909 war Prinz Gottfried erbliches Mitglied im österreichischen Herrenhaus, k.u.k. Reichsrat und auch Kammerherr. Er hielt sich häufig am Hof des Kaisers in Wien auf.

## Familie
Prinz Gottfried heiratete am 31. August 1890 in Wien Anna Gräfin von Schönborn-Buchheim (1865–1954), eine der Hofdamen der Kaiserin Elisabeth. Ihre Schwester Franziska (Fanny) war mit Konrad zu Hohenlohe-Schillingsfürst, ihre Schwester Irma mit Max Egon II. zu Fürstenberg verheiratet. Die drei Schwestern waren in jungen Jahren am Wiener Hof als Schönheiten bekannt.
Aus der Ehe gingen eine Tochter und fünf Söhne hervor, darunter Constantin (1893–1973) und Max Egon (1897–1968).

## Auslandsdeutscher in der CSR
Mit dem verlorenen Ersten Weltkrieg und dem Ende der Monarchie gingen 1918 die österreichische Staatsbürgerschaft und die Adelsprivilegien verloren und er war nun Staatsbürger der Tschechoslowakei (CSR). Der ererbte Grundbesitz war in der CSR durch das Adelsaufhebungsgesetz in vollem Umfang durch Enteignung bedroht. Als Mitglied eines ehemals in Württemberg regierenden Fürstenhauses stand ihm jedoch die württembergische Staatsbürgerschaft zu, die er auf Antrag bei der Regierung des Volksstaates Württemberg erhielt. Damit galt er in der Tschechoslowakei als Auslandsdeutscher und wurde weniger scharf behandelt als es ohne diesen Status der Fall gewesen wäre. Dennoch wurden ihm im Rahmen der Bodenreform erhebliche Teile an Wäldern und Feldern durch Enteignung von der CSR entzogen.